# Ройбос
Ройбос (в превод от африканс „червен храст“; научно наименование: Aspalathus linearis) е храстовидно растение от семейство Бобови, което се среща в планините на южноафриканската провинция Уестърн Кейп. Растението се използва за приготвяне на билков чай заради антиоксидантните си свойства. Не съдържа кофеин.
Има много минерали и флавоноиди (повече от червеното вино), полезни за метаболизма, богат на микроелементи – калий (K) – регулира обмяната на веществата, мед(Cu) – подобрява метаболизма, цинк (Zn) – осигурява нормалния растеж и развитието на здрава кожа, калций (Ca) – за костната система и зъбите, магнезий (Mg) – за нервната система и обмяната на веществата, желязо (Fe) – за транспортирането на кислорода в кръвта, манган (Mn) – нужен за метаболизма, растежа и развитието на костите.